# Nati nel 1969/Novembre
| Questa pagina contiene informazioni ricavate automaticamente dalle voci biografiche con l'ausilio del template Bio e di un bot. L'aggiornamento è periodico e automatico e ricostruisce completamente la pagina. Se manca una persona in questa lista, sei pregato di non aggiungerla, ma accertati piuttosto che la sua voce biografica contenga il template Bio e che i dati anagrafici siano correttamente compilati. Se il template Bio manca, inseriscilo tu stesso o, in alternativa, metti l'avviso {{tmp\|Bio}} che ne segnala la mancanza. Se i dati riportati sono sbagliati, correggi direttamente la voce biografica; le modifiche saranno visibili in questa lista entro pochi giorni. Per chiarimenti vedi il progetto biografie. La lista contiene solo le 297 persone che sono citate nell'enciclopedia e per le quali è stato implementato correttamente il template Bio. Pagina aggiornata al 18 ago 2025. |

- 1º novembre - Abdullah Al-Dosari, ex calciatore saudita
- 1º novembre - Gary Alexander, ex cestista statunitense
- 1º novembre - Big Hawk, rapper statunitense († 2006)
- 1º novembre - Tie Domi, ex hockeista su ghiaccio canadese
- 1º novembre - Mikheil Jishkariani, ex calciatore georgiano
- 1º novembre - Darije Kalezić, allenatore di calcio e ex calciatore bosniaco
- 1º novembre - Óscar Ruiz, ex arbitro di calcio colombiano
- 1º novembre - Toussaint Service, ex calciatore della Repubblica del Congo
- 2 novembre - Reginald Arvizu, bassista statunitense
- 2 novembre - Jenny Gal, ex judoka olandese
- 2 novembre - Emiliano Liuzzi, giornalista e opinionista italiano († 2016)
- 2 novembre - Martin Obšitník, ex calciatore slovacco
- 2 novembre - Jenny Palmqvist, arbitro di calcio svedese
- 2 novembre - Milena Rázgová, ex cestista slovacca
- 2 novembre - Sigrid Wille, ex fondista tedesca
- 3 novembre - Saud Al-Otaibi, ex calciatore saudita
- 3 novembre - Mattia Binotto, ingegnere e dirigente sportivo italiano
- 3 novembre - Myron Brown, ex cestista statunitense
- 3 novembre - Annie Burgess, ex cestista papuana
- 3 novembre - Sahib Abbas Hassan, ex calciatore iracheno
- 3 novembre - Laura Latini, doppiatrice italiana († 2012)
- 3 novembre - Trisha Mann-Grant, attrice statunitense
- 3 novembre - Armin Meier, dirigente sportivo e ex ciclista su strada svizzero
- 3 novembre - Robert Miles, compositore, produttore discografico e disc jockey italiano († 2017)
- 3 novembre - Petteri Orpo, politico finlandese
- 3 novembre - Dachhiri Sherpa, ex fondista e ultramaratoneta nepalese
- 3 novembre - Borjana Stojanova, ex ginnasta bulgara
- 3 novembre - Rhashan Stone, attore statunitense
- 3 novembre - Éric Struelens, ex cestista, allenatore di pallacanestro e dirigente sportivo belga
- 3 novembre - Oleh Tverdochlib, ostacolista ucraino († 1995)
- 3 novembre - Niels van Steenis, ex canottiere olandese
- 4 novembre - Jan Apell, ex tennista e allenatore di tennis svedese
- 4 novembre - Diana Bianchedi, dirigente sportiva e ex schermitrice italiana
- 4 novembre - Katrin Borchert, ex canoista tedesca
- 4 novembre - Kathrin Boron, ex canottiera tedesca
- 4 novembre - Chun Byung-kwan, ex sollevatore sudcoreano
- 4 novembre - Sean Combs, rapper e produttore discografico statunitense
- 4 novembre - Ricky Fanté, cantante e attore statunitense
- 4 novembre - Thomas Luther, scacchista tedesco
- 4 novembre - Matthew McConaughey, attore e produttore cinematografico statunitense
- 4 novembre - Aleksandr Moskalenko, ex ginnasta russo
- 4 novembre - Stefania Petyx, personaggio televisivo italiano
- 4 novembre - Samantha Smith, attrice statunitense
- 5 novembre - Martin Heeb, ex calciatore liechtensteinese
- 5 novembre - Javier Juárez, allenatore di pallacanestro spagnolo
- 5 novembre - Li Xin, ex cestista e allenatrice di pallacanestro cinese
- 5 novembre - Francisco Montana, ex tennista statunitense
- 5 novembre - Ildikó Mádl, scacchista ungherese
- 5 novembre - Alen Petrović, ex calciatore croato
- 5 novembre - Stephanie Rehe, ex tennista statunitense
- 5 novembre - Corrado Rollero, pianista, compositore e poeta italiano († 2000)
- 6 novembre - Javier Bosma, ex giocatore di beach volley spagnolo
- 6 novembre - Fabrizio Catelli, ex calciatore e allenatore di calcio italiano
- 6 novembre - Chris Finch, ex cestista e allenatore di pallacanestro statunitense
- 6 novembre - Wade Lewis, pugile statunitense
- 6 novembre - Li Dongmei, ex cestista cinese
- 6 novembre - Manou Lubowski, attore e doppiatore tedesco
- 6 novembre - Luo Jianming, ex sollevatore cinese
- 6 novembre - Ildikó Mincza-Nébald, ex schermitrice ungherese
- 6 novembre - Colson Whitehead, scrittore, giornalista e sceneggiatore statunitense
- 7 novembre - Michelle Clunie, attrice statunitense
- 7 novembre - Nandita Das, attrice indiana
- 7 novembre - Hélène Grimaud, pianista e scrittrice francese
- 7 novembre - Jess Hill, attore, sceneggiatore e produttore cinematografico statunitense
- 7 novembre - Stefano Rossi Crespi, cantautore italiano
- 7 novembre - Hugo Rubini, ex calciatore argentino
- 7 novembre - Lisa Su, dirigente d'azienda e ingegnere elettrico taiwanese
- 8 novembre - Giacomo Cavillier, archeologo e egittologo italiano
- 8 novembre - Rachel Bay Jones, attrice e cantante statunitense
- 8 novembre - Daniela Kerkelova, ex sollevatrice bulgara
- 8 novembre - Bryan Sallier, ex cestista statunitense
- 8 novembre - Jonathan Slavin, attore statunitense
- 8 novembre - Giovanna Taviani, regista, saggista e critica letteraria italiana
- 8 novembre - Giuliano Taviani, compositore italiano
- 8 novembre - Roxana Zal, attrice e stilista statunitense
- 9 novembre - János Bánfi, ex calciatore ungherese
- 9 novembre - Paolo Conti, ex cestista e allenatore di pallacanestro italiano
- 9 novembre - Pepa, rapper statunitense
- 9 novembre - Ivan Eggenberger, ex sciatore alpino svizzero
- 9 novembre - Roxanne Shanté, rapper statunitense
- 9 novembre - Regina Sheck, ex rugbista a 15 neozelandese
- 10 novembre - Faustino Asprilla, ex calciatore colombiano
- 10 novembre - Jennifer Cody, ballerina e attrice statunitense
- 10 novembre - Peter Craig, sceneggiatore e scrittore statunitense
- 10 novembre - Nicola Ercolani, ex sciatore alpino sammarinese
- 10 novembre - Christian Forcellini, dirigente sportivo, ex tennista e ex velocista sammarinese
- 10 novembre - Noé Hernández, attore messicano
- 10 novembre - Arjan van der Laan, allenatore di calcio e ex calciatore olandese
- 10 novembre - Jens Lehmann, dirigente sportivo e ex calciatore tedesco
- 10 novembre - Osvaldo Mancini, ex calciatore italiano
- 10 novembre - Ciccio Merolla, musicista italiano
- 10 novembre - Nicola Minali, ex ciclista su strada italiano
- 10 novembre - Luciana Pedoto, politica italiana
- 10 novembre - Ellen Pompeo, attrice statunitense
- 10 novembre - Nils Schmäler, ex calciatore tedesco
- 10 novembre - Olaf Schmäler, ex calciatore tedesco
- 10 novembre - Igor' Vladimirovič Sorin, attore e chitarrista russo († 1998)
- 10 novembre - Zoli Téglás, cantante ungherese
- 11 novembre - Gorki Águila, cantante e attivista cubano
- 11 novembre - Mark Baker, ex cestista statunitense
- 11 novembre - Richard Dormer, attore britannico
- 11 novembre - Luigi Ferraiuolo, giornalista italiano
- 11 novembre - Mario Gastan, ex calciatore uruguaiano
- 11 novembre - Federico Greco, regista italiano
- 11 novembre - Tor Andre Grenersen, ex calciatore norvegese
- 11 novembre - Haldis Marie Kjomme Lid, artista norvegese
- 11 novembre - Celestine Imbaya, ex cestista keniota
- 11 novembre - Carson Kressley, personaggio televisivo statunitense
- 11 novembre - Maurizio Lauzi, cantautore italiano
- 11 novembre - Noël Mitrani, regista e sceneggiatore canadese
- 11 novembre - Robeiro Moreno, allenatore di calcio e ex calciatore colombiano
- 11 novembre - Rubén Ruiz Díaz, ex calciatore paraguaiano
- 12 novembre - Romāns Abžinovs, calciatore lettone († 1993)
- 12 novembre - Cho Jung-hyun, calciatore sudcoreano († 2022)
- 12 novembre - Mietta, cantante, attrice e scrittrice italiana
- 12 novembre - Çariýar Muhadow, ex calciatore turkmeno
- 12 novembre - Tomas N'evergreen, cantante danese
- 12 novembre - José David Rangel, allenatore di calcio e ex calciatore messicano
- 13 novembre - Patrik Augusta, allenatore di hockey su ghiaccio e ex hockeista su ghiaccio ceco
- 13 novembre - Eduardo Berizzo, allenatore di calcio e ex calciatore argentino
- 13 novembre - Gerard Butler, attore e produttore cinematografico britannico
- 13 novembre - Lara Cardella, scrittrice italiana
- 13 novembre - Stephen Full, attore e comico statunitense
- 13 novembre - Ayaan Hirsi Ali, politica, scrittrice e attivista somala
- 13 novembre - Aki Ichijō, ex cestista giapponese
- 13 novembre - Nico Motchebon, ex mezzofondista e pentatleta tedesco
- 13 novembre - Gianluca Tagliavini, tastierista italiano
- 14 novembre - Isabelle Attard, archeologa e politica francese
- 14 novembre - Eduardo da Costa Paes, politico brasiliano
- 14 novembre - Mark Henderson, ex nuotatore statunitense
- 14 novembre - James S. A. Corey, scrittore di fantascienza statunitense
- 14 novembre - Lars Larsen, ex calciatore danese
- 14 novembre - Larry Lewis, ex cestista e allenatore di pallacanestro statunitense
- 14 novembre - Sue Stewart, ex cestista canadese
- 14 novembre - Butch Walker, cantante, chitarrista e compositore statunitense
- 15 novembre - Graziano Boscacci, scialpinista italiano
- 15 novembre - Etim Esin, ex calciatore nigeriano
- 15 novembre - Ashley Fox, politico britannico
- 15 novembre - David Kajganich, sceneggiatore e produttore cinematografico statunitense
- 15 novembre - Helen Kelesi, ex tennista canadese
- 15 novembre - Harry Koch, ex calciatore tedesco
- 15 novembre - David Miner, produttore televisivo e manager statunitense
- 15 novembre - Natalia Valeeva, ex arciera moldava
- 16 novembre - Ivana Banfić, cantante e ballerina croata
- 16 novembre - Mohammed Bradja, ex calciatore algerino
- 16 novembre - Félix Golindano, ex calciatore venezuelano
- 16 novembre - Huang Hua, ex giocatrice di badminton cinese
- 16 novembre - Biosotis Lagnó, ex cestista e allenatrice di pallacanestro cubana
- 16 novembre - Natal'ja Vadimovna Nazarova, attrice e regista russa († 2025)
- 16 novembre - Johan Ragnell, ex calciatore svedese
- 16 novembre - Carlos Sánchez, allenatore di calcio a 5 e ex giocatore di calcio a 5 spagnolo
- 16 novembre - David Taylor, politico statunitense
- 16 novembre - Rubén dos Santos, ex calciatore uruguaiano
- 17 novembre - Roberto Cominati, pianista italiano
- 17 novembre - Giuseppe Di Bari, dirigente sportivo e ex calciatore italiano
- 17 novembre - Matt Harrigan, sceneggiatore, produttore televisivo e doppiatore statunitense
- 17 novembre - Gianni Insacco, paleontologo e zoologo italiano
- 17 novembre - David Prétot, ex sciatore alpino francese
- 17 novembre - Leonard Russell, ex giocatore di football americano statunitense
- 17 novembre - Jean-Michel Saive, ex tennistavolista belga
- 17 novembre - Magdalena Szryniawska, ex pallavolista polacca
- 17 novembre - Rebecca Walker, scrittrice e attivista statunitense
- 18 novembre - Dan Bakkedahl, attore e comico statunitense
- 18 novembre - Demetrius Calip, cestista statunitense († 2023)
- 18 novembre - Sam Cassell, allenatore di pallacanestro e ex cestista statunitense
- 18 novembre - Matt Fish, ex cestista statunitense
- 18 novembre - Raghib Ismail, ex giocatore di football americano statunitense
- 18 novembre - Noémie Kocher, attrice e sceneggiatrice francese
- 18 novembre - Robert Rodallega, ex calciatore venezuelano
- 18 novembre - Daphne Rubin-Vega, attrice, cantante e ballerina statunitense
- 18 novembre - Duncan Sheik, cantautore e compositore statunitense
- 18 novembre - Kathleen Van Brempt, politica belga
- 19 novembre - Philippe Adams, ex pilota automobilistico belga
- 19 novembre - Erika Alexander, attrice statunitense
- 19 novembre - Allison Balson, attrice e cantautrice statunitense
- 19 novembre - Shirō Hamaguchi, compositore giapponese
- 19 novembre - Patrick Hefti, ex calciatore liechtensteinese
- 19 novembre - Kazuma Kodaka, fumettista giapponese
- 19 novembre - Michael Lee, batterista britannico († 2008)
- 19 novembre - Igor Pamić, allenatore di calcio e ex calciatore croato
- 19 novembre - Ertuğrul Sağlam, allenatore di calcio e ex calciatore turco
- 19 novembre - Viktor Skrypnyk, allenatore di calcio e ex calciatore ucraino
- 19 novembre - Khumron Sumranphun, ex calciatore e ex giocatore di calcio a 5 thailandese
- 19 novembre - Richard Virenque, ex ciclista su strada francese
- 19 novembre - Ana Álvarez, attrice spagnola
- 20 novembre - Jimmy Blandón, ex calciatore ecuadoriano
- 20 novembre - Giovanna Burlando, nuotatrice artistica italiana
- 20 novembre - Kristian Ghedina, allenatore di sci alpino, ex sciatore alpino e pilota automobilistico italiano
- 20 novembre - Giannakīs Pachtalias, ex calciatore cipriota
- 20 novembre - Silvia Sommaggio, ex mezzofondista e maratoneta italiana
- 20 novembre - Wolfgang Stark, ex arbitro di calcio tedesco
- 20 novembre - Edoardo Stoppa, conduttore televisivo italiano
- 20 novembre - Dabo Swinney, allenatore di football americano statunitense
- 20 novembre - Callie Thorne, attrice statunitense
- 21 novembre - Guido Acklin, ex bobbista svizzero
- 21 novembre - Ken Griffey Jr., ex giocatore di baseball statunitense
- 21 novembre - Luke Gross, ex rugbista a 15 e allenatore di rugby a 15 statunitense
- 21 novembre - Jamie Joseph, rugbista a 15 neozelandese
- 21 novembre - Süleyman Soylu, politico turco
- 21 novembre - Zoran Stefanović, drammaturgo, scrittore e sceneggiatore serbo
- 22 novembre - Marc Alpozzo, scrittore francese
- 22 novembre - Arnaud Corbic, filosofo francese
- 22 novembre - Olivier Djappa, allenatore di calcio e ex calciatore camerunese
- 22 novembre - Alex Holcombe, ex cestista statunitense
- 22 novembre - Byron Houston, ex cestista statunitense
- 22 novembre - Katrin Krabbe, ex velocista tedesca
- 22 novembre - Gvidonas Markevičius, ex cestista e allenatore di pallacanestro lituano
- 22 novembre - Arbën Milori, ex calciatore albanese
- 22 novembre - Sophie Montel, politica francese
- 22 novembre - Jiřina Pelcová, ex biatleta ceca
- 22 novembre - Marjane Satrapi, fumettista, regista e sceneggiatrice iraniana
- 22 novembre - Åge Sten Nilsen, cantante norvegese
- 22 novembre - Bennu Yıldırımlar, attrice turca
- 22 novembre - Pino Di Pietro, musicista e compositore italiano
- 23 novembre - Massimo Allevi, ex astista italiano
- 23 novembre - Olivier Beretta, pilota automobilistico monegasco
- 23 novembre - Gong Xiaobin, ex cestista e allenatore di pallacanestro cinese
- 23 novembre - Byron Moreno, ex arbitro di calcio ecuadoriano
- 23 novembre - Robin Padilla, politico e attore filippino
- 23 novembre - Mohamed Suleiman, ex mezzofondista qatariota
- 24 novembre - David Adeang, politico nauruano
- 24 novembre - Giorgio Amato, regista, scrittore e sceneggiatore italiano
- 24 novembre - Robert Andersson, ex pallamanista svedese
- 24 novembre - Yoav Avni, scrittore e traduttore israeliano
- 24 novembre - Günther Dissertori, fisico italiano
- 24 novembre - José Antonio Espinosa, ciclista su strada spagnolo († 1996)
- 24 novembre - Jacinto Espinoza, ex calciatore ecuadoriano
- 24 novembre - Tim Howar, attore e cantante canadese
- 24 novembre - Rob Nicholson, bassista statunitense
- 24 novembre - Bjørn Viljugrein, ex calciatore e giocatore di calcio a 5 norvegese
- 24 novembre - Antonfrancesco Vivarelli Colonna, politico e imprenditore italiano
- 25 novembre - Augusto Duquesne, ex cestista cubano
- 25 novembre - Renato Faverani, ex assistente arbitrale di calcio italiano
- 25 novembre - Dexter Jackson, culturista statunitense
- 25 novembre - Anthony Peeler, ex cestista statunitense
- 26 novembre - Vadim Chamutckich, pallavolista russo († 2021)
- 26 novembre - Janyse Jaud, attrice, doppiatrice e ballerina canadese
- 26 novembre - Krunoslav Jurčić, allenatore di calcio e ex calciatore croato
- 26 novembre - Shawn Kemp, ex cestista statunitense
- 26 novembre - Greg Rucka, fumettista, scrittore e sceneggiatore statunitense
- 26 novembre - Francisc Vaștag, pugile rumeno
- 26 novembre - Kara Walker, artista statunitense
- 27 novembre - Simone Bezzini, politico italiano
- 27 novembre - Patrick Chila, tennistavolista francese
- 27 novembre - El Chombo, musicista e produttore discografico panamense
- 27 novembre - Gabriel Fulcher, ex rugbista a 15 e allenatore di rugby a 15 irlandese
- 27 novembre - Hermán Gaviria, calciatore colombiano († 2002)
- 27 novembre - Damian Hinds, politico britannico
- 27 novembre - Myles Kennedy, cantautore e chitarrista statunitense
- 27 novembre - Andrea Manciulli, politico italiano
- 27 novembre - Elizabeth Marvel, attrice statunitense
- 27 novembre - Natalia Millán, attrice, ballerina e cantante spagnola
- 27 novembre - Chin Han, attore statunitense
- 27 novembre - Ike Quartey, ex pugile ghanese
- 27 novembre - Xavier Roura Cuadros, allenatore di calcio e ex calciatore spagnolo
- 27 novembre - Doug Sharp, ex bobbista statunitense
- 27 novembre - Fabio Tricarico, ex calciatore italiano
- 27 novembre - Steffen Wiesinger, ex schermidore tedesco
- 27 novembre - Bader bin Sa'ud bin Mohammed Al Sa'ud, principe, poliziotto e giornalista saudita
- 28 novembre - Dale Carter, ex giocatore di football americano statunitense
- 28 novembre - Martin Cummins, attore canadese
- 28 novembre - Colman Domingo, attore statunitense
- 28 novembre - Aleksandar Gilić, ex cestista serbo
- 28 novembre - Li Xiaoyong, ex cestista cinese
- 28 novembre - Sonia O'Sullivan, ex mezzofondista e maratoneta irlandese
- 28 novembre - Javier Olaizola, ex calciatore spagnolo
- 28 novembre - Lexington Steele, attore pornografico statunitense
- 28 novembre - Michelle Thaller, astronoma statunitense
- 28 novembre - Hanne Ørstavik, scrittrice norvegese
- 29 novembre - Tomas Brolin, ex calciatore svedese
- 29 novembre - Enrico Costa, politico italiano
- 29 novembre - Jennifer Cox, regista e attrice statunitense
- 29 novembre - Massimo Fenati, fumettista, illustratore e animatore italiano
- 29 novembre - Feng Zhigang, calciatore cinese († 2011)
- 29 novembre - Gabriel Guerrisi, chitarrista e compositore argentino
- 29 novembre - Pierre van Hooijdonk, ex calciatore olandese
- 29 novembre - Anniken Huitfeldt, storica e politica norvegese
- 29 novembre - Ignazio Ingrao, giornalista e autore televisivo italiano
- 29 novembre - Benedict Iroha, ex calciatore nigeriano
- 29 novembre - Kasey Keller, allenatore di calcio e ex calciatore statunitense
- 29 novembre - Todd Kelly, ex sciatore alpino statunitense
- 29 novembre - Verno Phillips, pugile beliziano
- 29 novembre - Mariano Rivera, ex giocatore di baseball panamense
- 29 novembre - Ye Chong, ex schermidore cinese
- 30 novembre - David Auburn, drammaturgo e sceneggiatore statunitense
- 30 novembre - Larry Brown, ex giocatore di football americano statunitense
- 30 novembre - Francesco Caremani, giornalista italiano
- 30 novembre - Diao Yinan, regista e sceneggiatore cinese
- 30 novembre - Marcus Feinbier, allenatore di calcio e ex calciatore tedesco
- 30 novembre - Martin Hvastija, ex ciclista su strada sloveno
- 30 novembre - Marin Lalić, ex calciatore croato
- 30 novembre - David Lindsay-Abaire, drammaturgo e sceneggiatore statunitense
- 30 novembre - Matilde Marcolli, fisica e matematica italiana
- 30 novembre - Jean-Martin Mouloungui, ex calciatore gabonese
- 30 novembre - Conan Stevens, attore, sceneggiatore e ex wrestler australiano
- 30 novembre - Fabrizio Tosini, ex bobbista italiano
- 30 novembre - Chris Weitz, regista, sceneggiatore e produttore cinematografico statunitense